# Mabel Brookes

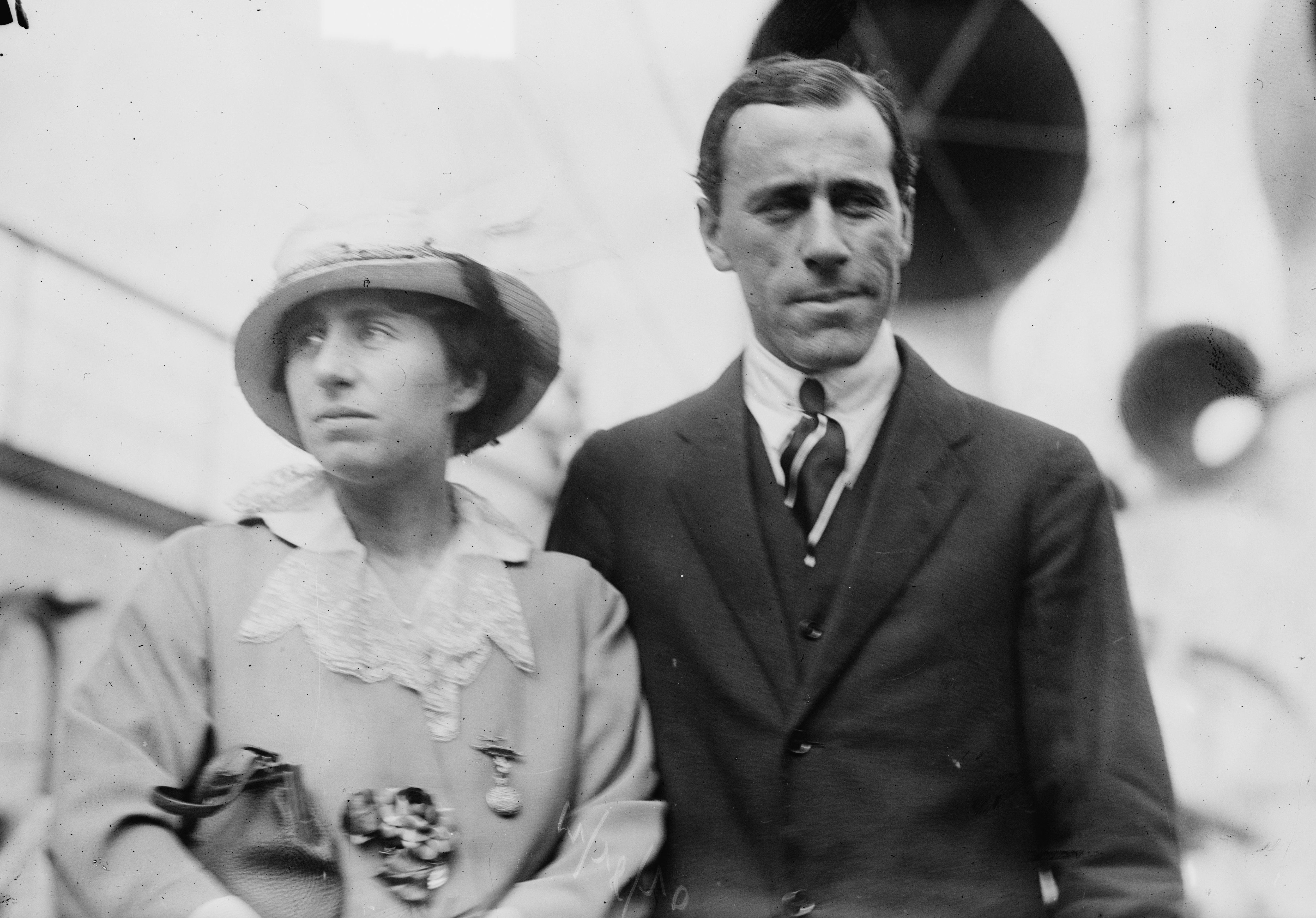
Brookes mit ihrem Mann (ca. 1910–1915)

Dame Mabel Brookes, DBE (* 15. Juni 1890 in Raveloe, Victoria; † 30. April 1975 in South Yarra, Victoria) war eine australische Schriftstellerin, Aktivistin und Philanthropin.

## Leben und Wirken
Mabel Brookes wurde 1890 als Mabel Balcombe Emmerton im australischen Bundesstaat Victoria geboren. Im Alter von 18 Jahren verlobte sie sich mit dem Tennisspieler Norman Brookes, der als erster Australier das Tennisturnier von Wimbledon gewann. Am 19. April 1911 heirateten die beiden in der St. Paul’s Anglican Cathedral in Melbourne. Mabel Brookes begleitete mit ihrer neugeborenen Tochter ihren Mann 1914 bei Reisen zu Tennisturnieren in Europa und den USA. Während des Ersten Weltkriegs hielt sie sich 1915 in Kairo auf, wo ihr Ehemann als Bevollmächtigter des australischen Zweigs des Britischen Roten Kreuzes arbeitete. Sie war bei der Gründung eines Schwesternwohnheims behilflich. Nachdem ihr Mann nach Mesopotamien versetzt worden war, kehrte sie 1917 nach Melbourne zurück. Zu diesem Zeitpunkt begann sie mit dem Schreiben von drei Romanen.
1918 diente Mabel Brookes im Komitee des Royal Children’s Hospital, wurde Vorsitzende des Children’s Frankston Orthopaedic Hospital, des Anglican Babies’ Home und der Gesellschaft zur Prävention von Kindesmisshandlungen. Am bekanntesten wurde sie durch den Vorsitz des Queen Victoria Hospitals, den sie von 1923 bis 1970 innehatte. Während ihrer Leitung erreichte sie, dass innerhalb von zehn Jahren das Krankenhaus um drei neue Flügel erweitert wurde.
Während des Zweiten Weltkriegs stellte sie ihr Anwesen Elm Tree House dem Roten Kreuz als Genesungsheim zur Verfügung und kümmerte sich um australische und amerikanische Offiziere, darunter auch den späteren US-Präsidenten Lyndon B. Johnson. Sie wurde Kommandantin des Australian Women’s Air Training Corps und arbeitete in der Munitionsfabrik in Maribyrnong.
Ihr Bestreben, in der Politik Fuß zu fassen, endete weniger erfolgreich. Zwei Kandidaturen für einen Sitz im australischen Parlament scheiterten. Ihr gemeinnütziges Wirken für Krankenhäuser und wohltätige Zwecke wurde 1933 mit der Verleihung des Titels Commander of the Order of the British Empire (CBE) und 1955 zur Dame Commander of the British Empire (DBE) gewürdigt.
Die Großtante von Mabel Brookes war Betsy Balcombe, die sich als 13-jähriger Teenager auf der Insel St. Helena mit dem dort im Exil lebenden Kaiser Napoleon Bonaparte anfreundete. Mabel Brookes übereignete den Pavillon, den Napoleon zwei Monate bei den Balcombes bewohnte, der französischen Nation zum Geschenk. Zum Dank dafür verlieh ihr die französische Regierung 1960 den Titel eines Ritters der Ehrenlegion.
Dame Mabel Brookes veröffentlichte 1974 ihre Memoiren, in denen sie über Ereignisse ihres Lebens und Begegnungen mit prominenten und bemerkenswerten Zeitgenossen berichtete. Im Alter von 84 Jahren verstarb die Mutter dreier Töchter 1975 in South Yarra.